# Las Provincias
Las Provincias es un periódico español editado en Valencia fundado en 1866. Es de tendencia regionalista, de inspiración conservadora y reformista moderado. 
El primer número contenía el ideario fundacional de la nueva publicación, el llamado manifiesto fundacional. El régimen franquista forzó la destitución de su director, Martín Domínguez Barberá, debido a las críticas que hizo a la pésima gestión de la gran riada que asoló la ciudad en 1957. A lo largo de sus 159 años de historia, la cabecera ha tenido un papel muy activo en momentos clave para la ciudad del Turia.
Durante los primeros años de la década de 1970 favoreció a los movimientos opositores al franquismo, teniendo un papel destacado en la defensa para que el cauce del río fuese un espacio de uso por los ciudadano, la preservación del parque natural del Saler frente al desarrollismo franquista y otras demandas ecologistas. Esta línea se abandonaría en 1978, volviendo a postulados conservadores originales y participando del blaverismo. En los años 80 de la Transición democrática española, destacó por su línea anticatalanista, siendo un órgano de difusión del blaverismo.
Las Provincias forma parte del grupo Vocento, desde el año 2000. En la actualidad Vocento posee la mayoría de las acciones de la empresa editora del periódico, Federico Domenech S.A.

## Historia
Nació el 31 de enero de 1866 una vez que la base del diario La Opinión fue adquirida por el impresor José Doménech y el periodista y director del mismo, Teodoro Llorente Olivares, a su dueño, el banquero y político José Campo Pérez, Marqués de Campo, quien puso como condición para su venta el cambio de nombre de la cabecera. El nombre del periódico hace referencia a la antigua denominación genérica de las tres provincias: Valencia, Alicante y Castellón. Llorente fue el primer director del nuevo diario Las Provincias, que ya en su primer número contenía el ideario fundacional de la nueva publicación, basado en la independencia y en la defensa de los intereses del pueblo. Esta tendencia regionalista ha sido seña de identidad a lo largo de sus más de 150 años de historia y se mantiene actualmente.
En 1921 adquirió una nueva máquina rotativa que le permitió sacar a la calle diariamente ocho páginas. Cinco años después se convirtió en el pionero de los tebeos valencianos al publicar un suplemento infantil de título idéntico al que entonces editaba ABC: Gente Menuda.
En 1931 llegó el huecograbado: las páginas se partieron por la mitad, adoptándose el formato actual del diario. En julio de 1936, con el estallido de la Guerra civil, el diario fue incautado por la Confederación Nacional del Trabajo (CNT) y en su lugar pasó a editarse el periódico Fragua Social. En 1939 los propietarios de Las Provincias recupearon el control del antiguo diario, volviendo a publicarse nuevamente.
La riada de octubre de 1957 afectó seriamente a las instalaciones de la Alameda y se perdieron miles de documentos y fotografías. 
Actualmente el grupo Vocento posee la mayoría de la empresa Federico Domenech SA, editora del periódico. La familia Zarranz Domenech, propietaria histórica de Las Provincias, y el grupo de comunicación comparten así la dirección de la empresa.
Cabe señalar que este diario tiene dedicado un pasodoble, el de los hermanos Terol, titulado precisamente Las Provincias, y compuesto para un certamen organizado por el periódico en 1929. 
Desde el año 2000 otorga los Premios Valencianos Siglo XXI que en 2024 han premiado en una Gala con más de 1000 asistentes a Ilia Topuria, la Fundación Hortensia Herrero, el Ateneo Mercantil de Valencia, la asociación Músicos por la Paz y el escritor Ramón Palomar.
En 2024 fue reconocido con el premio al mejor diario local en el European Newspaper Award por su diseño gráfico y la calidad de sus fotos 

## Medios pertenecientes a Las Provincias Grupo Multimedia
- Las Provincias: Actualmente es el segundo diario de la provincia de Valencia por difusión y tirada, según datos de OJD y el Estudio General de Medios (EGM). Además de la edición de Valencia, publica ediciones para Alicante y Castellón, y en la provincia de Valencia, para las comarcas de la Ribera (junto a la Costera, la Canal de Navarrés y la Valle de Albaida) y la Safor, además de una edición propia para las comarcas de la Marina Alta (Alicante). Su director es Julián Quirós.
- lasprovincias.es: Periódico digital, nacido en julio de 1999, que cubre toda la actualidad de la Comunidad Valenciana. Diario líder en Valencia y en la Comunidad Valenciana ininterrumpidamente desde marzo del año 2.000, según OJD Interactive, Nielsen y comScore MMX.

### Medios que pertenecieron al grupo y han dejado de publicarse
- Las Provincias Punto Radio (LP Punto Radio): Emisora de radio generalista y que emitía programación generalista de ámbito local, integrándose en la programación nacional de Punto Radio, radio nacional liderada por el grupo Vocento, cuando esta emisora fue creada. Con la venta y cierre de Punto Radio a nivel nacional, dejó de emitir. Entre su programación destacaban espacios de emisión nacional como Protagonistas, con Luis del Olmo y de emisión local como Abierto a Mediodía, con Ramón Palomar, Juego Limpio, con Kike Mateu, o El Mirador de la Liga, con José Molins, Juan Carlos Villena y Paco García Polit. Su último director fue Alfonso L. Quiñones. La cadena a nivel nacional cerró en marzo de 2013 y todas las emisoras de Punto Radio pasaron a emitir programación de las emisoras del Grupo COPE fruto del acuerdo firmado entre Vocento y COPE para alquilar a estos últimos los postes de emisión por los que emitía Punto Radio. Actualmente, en el dial que ocupaba, 92.0, emite COPE Más Valencia.

- El Micalet. Valencia Fin de Semana: Semanario gratuito que se distribuía en Valencia y su área metropolitana y que tomó su nombre, en valenciano, del Miguelete, la torre del campanario de la Catedral de Valencia, uno de los símbolos de la ciudad. En octubre de 2007 dejó de ser una publicación diaria de información general para pasar a ser un semanario, también gratuito, dedicado al ocio y la cultura de la ciudad de Valencia. Se distribuyó los viernes y, desde mayo de 2008, también se publicaba junto a Las Provincias los viernes como un suplemento, sustituyendo así al cuadernillo ZonaLP que se dejó de publicar. Su director era desde su fundación el periodista David Burguera. Fue sustituido en 2009 por el suplemento de ocio GPS, Guía Para Salir.

- La 10 Comunitat Valenciana (anteriormente LAS PROVINCIAS Televisión): Canal autonómico de televisión que emitía para toda la Comunidad Valenciana y que formó parte de la plataforma de televisiones privadas de ámbito autonómico del grupo Vocento. Su director era Juan Candela. Emitía la programación en cadena que anteriormente se agrupaba bajo la marca Punto TV, además de programas e informativos de carácter autonómico. El 17 de mayo de 2010, cambió su marca y su mosca de Las Provincias TV a La 10 Comunitat Valenciana. Los principales programas de producción propia fueron el magacín Redacción de Noche, presentado por José Forés, y La Senda Oculta, dirigido y presentado por el escritor Chema Ferrer, programa que llegó a emitirse durante cuatro temporadas consecutivas en todas las televisiones autonómicas y locales del grupo Vocento. Tras el salto de La 10 a nivel nacional, el 20 de octubre de 2010 La 10 Comunitat Valenciana cesó sus emisiones. Finalmente, en febrero de 2013 pasó a emitir la señal de Ehs.TV, posteriormente la de Metropolitan TV y actualmente la de BOM Cine.

## Directores de Las Provincias
- Teodoro Llorente Olivares (1866-1904)
- Vicente Badia Cortina (1887-1972) director interino
- Teodoro Llorente Falcó (1904-1936 y 1939-1949) (De 1936 a 1939 el periódico no salió a la calle, puesto que la empresa fue incautada)
- Martín Domínguez Barberá (1949-1958)
- José Ombuena Antiñolo (1958-1992)
- María Consuelo Reyna Doménech (1992-1999).
- Francisco Pérez Puche (1999-2002)
- Pedro Ortiz Simarro (2002-2009)
- Julián Quirós (2009-2020)
- Jesús Trelis (2020-   )

## Periodistas relevantes en la historia de Las Provincias
- Teodoro Llorente Olivares (Escritor valenciano, primer director del periódico)
- Vicent Andrés Estellés (Periodista y escritor valenciano, ex redactor jefe)
- Eduardo López-Chavarri (Compositor, escritor y humanista)
- Joan Fuster (Escritor valenciano)
- José Ombuena Antiñolo (Periodista y escritor valenciano, director del periódico durante 34 años)
- José Manuel Dasí (Periodista y cronista parlamentario)
- María Consuelo Reyna (Periodista, directora del periódico durante 7 años)
- Francisco Pérez Puche, (Periodista, director del periódico durante 3 años)
- Ricardo Ros Marín, (Periodista, ex redactor-jefe del periódico)
- Carlos Aimeur (Periodista y escritor, ganador del Premio Blasco Ibáñez de Novela 2007)
- Francisco Peris Mencheta (Periodista, considerado como el primer corresponsal de guerra español)
- Vicente Calvo Acacio (Periodista, escritor y crítico literario)
- Eduardo Sancho (Periodista, uno de los pioneros de la televisión en España)
- Francesc de Paula Burguera (Periodista, escritor y político valenciano)
- Martín Domínguez Barberá (Periodista y escritor, director del periódico en la época posterior a la riada de 1957 y que fue apartado del cargo por sus reclamaciones sobre ayudas para la ciudad)
- Carme Karr Alfonsetti (Periodista y escritora, una de las precursoras del feminismo en España en el siglo XIX)
- Ricard Bellveser (Periodista, escritor y crítico literario, ex redactor jefe del diario)
- Manuel Alcántara (Periodista y escritor)
- Pablo Salazar Aguado (periodista desde 1989, jefe de opinión y director adjunto)